# Sound of Madness
"Sound of Madness" é uma canção escrita por Brent Smith e Dave Bassett, gravada pela banda Shinedown.
É o terceiro single do terceiro álbum de estúdio lançado em 2008 The Sound of Madness.

## Paradas
| Ano  | Parada                     | Posição |
| ---- | -------------------------- | ------- |
| 2009 | Hot Mainstream Rock Tracks | 1       |
| 2009 | Alternative Songs          | 7       |
| 2009 | Rock Songs                 | 2       |
| 2009 | Billboard Hot 100          | 94      |